# Casa Joan Font i Paulí
Casa Joan Font i Paulí és un habitatge del municipi de Figueres (Alt Empordà) inclòs en l'Inventari del Patrimoni Arquitectònic de Catalunya.

## Descripció
Edifici situat a la part alta de la Rambla Sara Jordà. És un edifici ubicat en cantonada amb planta baixa i tres pisos. La planta baixa es caracteritza per tenir un encoixinat rústec i presenta un portal i un local comercial. La part corresponent a la Rambla ha quedat englobada pel local del BBVA. Al primer pis les obertures són en arc de mig punt agrupades, a excepció d'una, al llarg una balconada correguda en cantonada i en forma de dos finestrals dobles amb ordre dòric central i fust estriat. Els altres dos pisos tenen dos balcons i una finestra cadascun. El conjunt de la façana s'emmarca per motllures verticals als extrems que neixen a partir de l'encoixinat inferior culminant en unes falses mènsules. A sobre un fris, cornisa i barana amb balustrada que correspon al nivell de la terrassa (coberta).

## Història
Documentació trobada a l'ajuntament d'una casa anterior en el mateix lloc i del mateix amo (any 1927) referent a una reforma parcial. Desapareguda aquesta es va edificar l'actual. (Arxiu Arquitectònic de l'ajuntament de Figueres). Joan Font Paulí, es va fer edificar aquesta casa, era el propietari de la línia de cotxes d'Olot.